# Robbie McDaid
Robbie McDaid (Omagh, 23 ottobre 1996) è un calciatore nordirlandese, attaccante del Linfield.

## Carriera

### Club
Esordisce tra i professionisti all'età di 16 anni con il Glenavon, club della prima divisione irlandese, con cui nella stagione 2012-2013 gioca 5 partite di campionato; l'anno seguente, in cui vince anche una Irish Cup, segna 2 reti in altrettanti incontri di campionato (e gioca altre 3 partite nei play-off per l'assegnazione del titolo). Si trasferisce poi in Inghilterra al Leeds Utd, nel cui settore giovanile gioca per una stagione e mezzo, concludendo infine la stagione 2015-2016 con un prestito al Lincoln City, con cui segna 5 reti in 16 presenze nella quinta divisione inglese, categoria in cui l'anno seguente gioca invece 6 partite con la maglia dello York City.
Nell'estate del 2017 torna a giocare in Irlanda del Nord in prima divisione, al Glentoran, club con cui gioca per cinque stagioni consecutive vincendo anche una coppa nazionale nella stagione 2019-2020, e con cui realizza (play-off inclusi) 53 gol in 154 partite di campionato giocate; durante la militanza al Glentoran fa anche il suo esordio nelle coppe europee: nella stagione 2020-2021 realizza infatti 2 reti in altrettante presenze nei turni preliminari di Europa League, mentre nella stagione 2021-2022 gioca 2 partite nei turni preliminari di Conference League.
Nell'estate del 2022 si trasferisce al Linfield, con cui gioca in totale 7 partite nei turni preliminari delle varie coppe europee (4 in quelli di Champions League, una in quelli di Europa League e 2 in quelli di Conference League) e con cui vince una Coppa di Lega, oltre a segnare 6 reti in 24 partite di campionato giocate durante la stagione 2022-2023.

### Nazionale
Ha giocato numerose partite con le nazionali giovanili irlandesi Under-17, Under-19 ed Under-21.

## Palmarès

### Club

#### Competizioni nazionali
- Campionato nordirlandese: 1

Linfield: 2024-2025
- Irish Cup: 2

Glenavon: 2013-2014
Glentoran: 2019-2020
- Irish Football League Cup: 1

Linfield: 2022-2023